# Karl Theodor von Dalberg
Karl Theodor von Dalberg (em português:  Carlos Teodoro von Dalberg), foi Príncipe de Ratisbona (estado do Sacro Império Romano-Germânico), Arcebispo-Eleitor de Mogúncia, Arqui-Chanceler do Sacro Império Romano-Germânico, Primaz da Alemanha, Presidente da Confederação do Reno e, por fim, Grão Duque de Frankfurt.

## Biografia
Membro de uma importante família nobre alemã, von Dalberg era filho do Burgrave de Friedberg, conselheiro particular do eleitor de Mainz, e de Maria Sophia Anna, condessa de Eltz-Kempenich. Estudou direito canônico em Göttingen e Heidelberg e entrou para a igreja, tornando-se administrador do bispado de Erfurt em 1772. Defensor da unidade alemã, apoiou a Liga dos Príncipes (Fürstenbund) formada sob Frederico II da Prússia em 1785.
Autor de várias obras científicas, ele se correspondeu com Goethe, Wilhelm von Humboldt e Schiller em Weimar. Foi um conhecido escritor, filósofo e membro de diversas Academias Científicas.
Pela influência prussiana, em 1787, von Dalberg foi selecionado Arcebispo Coadjutor de Mogúncia em 5 de junho e Bispo Coadjutor de Worms em 19 de junho. Foi ordenado sacerdote em 3 de fevereiro de 1788 e confirmado bispo coadjutor de Worms, arcebispo titular de Tarso e arcebispo coadjutor de Mogúncia em 10 de março; em 18 de junho foi também selecionado Bispo Coadjutor de Constança. Recebeu a ordenação episcopal em 31 de agosto de 1788, através do Arcebispo Friedrich Karl Joseph von Erthal, tendo como principais co-consagradores os bispos Johann Valentin Heimes e Stephan Alexander Würdtwein.
A 15 de setembro foi confirmado coadjutor de Constança, sucedendo em 17 de janeiro de 1800. Em 1802, tornou-se Arcebispo-Eleitor de Mogúncia (Mainz) e, portanto, arqui-chanceler (Reichserzkanzler) do Sacro Império Romano-Germânico. Em 1803, recebeu o Principado de Ratisbona (Regensburg) e o Principado de Aschafemburgo.
Dalberg, de fato, graças à influência prussiana, foi o único príncipe eclesiástico a sobreviver à reorganização do império efetuada em 1803, da qual emergiu como chanceler do império e primaz da Alemanha, com jurisdição eclesiástica sobre Mainz, Colônia e Trier. O arcebispo esperava estabelecer uma igreja nacional alemã, mas em 1805 o papa o restringiu à administração secular de suas dioceses.
Por influência de Napoleão I, no entanto, Frankfurt e os condados de Löwenstein-Wertheim e Rieneck foram adicionados aos territórios de Dalberg. Ele já havia se voltado para Napoleão como a única esperança para uma Alemanha unificada, e em 1806 foi nomeado príncipe-primaz da Confederação do Reno. Em 1810, Regensburg foi cedida à Baviera, mas em compensação Dalberg recebeu os principados de Fulda e Hanau e o título de grão-duque de Frankfurt. Após a queda de Napoleão em 1814, o grão-ducado foi desmembrado no Congresso de Viena; Dalberg manteve apenas o arcebispado de Regensburg.